# Pinyinyi
Pinyinyi è una circoscrizione rurale (rural ward) della Tanzania situata nel distretto di Ngorongoro, regione di Arusha. Conta una popolazione di 8 482 abitanti (censimento 2012).